# Heteropoda parva
Heteropoda parva este o specie de păianjeni din genul Heteropoda, familia Sparassidae, descrisă de Jäger în anul 2000. Conform Catalogue of Life specia Heteropoda parva nu are subspecii cunoscute.